# Arthurdendyus triangulatus
Giun dẹp New Zealand Là một loài giun dẹp bản địa New Zaeland. Loài này dài từ 5 mm khi nở đến 17 cm ở con lớn. Các bề mặt bụng của loài giun dẹp này có màu da bò nhạt trong khi bề mặt lưng màu nâu sẫm. Giun dẹp trẻ thay đổi màu sắc từ trắng đến màu cam nhạt và phát triển cách ve trưởng thành của họ khi họ phát triển.
Trong ngày, giun dẹp có thể được tìm thấy nghỉ ngơi trên bề mặt đất bên dưới các đối tượng tiếp xúc gần với mặt đất. Chúng cũng có thể được tìm thấy bên dưới bề mặt đất săn bắn cho giun đất.
Chúng đã phá hầu hết các loài giun bản địa khác khi sinh sống.
Chúng sinh sản ra viên nang trứng dài khoảng 8 mm. Viên nang có độ sáng bóng, linh hoạt và anh đào màu đỏ đầu tiên và sau đó tối đen sau nhiều ngày. Sau một thời gian thì giun con màu xanh nhỏ nở ra của các viên nang giòn. Một viên nang trứng được sản xuất tại một thời điểm với chỗ phình có thể nhìn thấy rõ ràng trong lưng của sâu trưởng thành.